# Giro di Svizzera 1954
Il Giro di Svizzera 1954, diciottesima edizione della corsa, si svolse dal 7 al 14 agosto 1954 per un percorso di 1 477 km, con partenza e arrivo a Zurigo. Il corridore italiano Pasquale Fornara si aggiudicò la corsa concludendo in 41h28'37".
Dei 70 ciclisti alla partenza arrivarono al traguardo in 50, mentre 20 si ritirarono.

## Tappe
| Tappa  | Data      | Percorso                                 | km    | Vincitore di tappa | Leader cl. generale |
| ------ | --------- | ---------------------------------------- | ----- | ------------------ | ------------------- |
| 1ª     | 7 giugno  | Zurigo > Winterthur                      | 221   | Bruno Monti        | Bruno Monti         |
| 2ª     | 9 giugno  | Winterthur > Davos                       | 245   | Fausto Coppi       | Bruno Monti         |
| 3ª     | 10 giugno | Davos > Lecco (ITA)                      | 184   | Donato Zampini     | Bruno Monti         |
| 4ª     | 11 giugno | Lecco (ITA) > Lugano (cron. individuale) | 98    | Fausto Coppi       | Pasquale Fornara    |
| 5ª     | 12 giugno | Lugano > Berna                           | 272   | Hans Hollenstein   | Pasquale Fornara    |
| 6ª     | 13 giugno | Berna > Friburgo                         | 228   | Primo Volpi        | Pasquale Fornara    |
| 7ª     | 14 giugno | Friburgo > Zurigo                        | 229   | Eugen Kamber       | Pasquale Fornara    |
| Totale | Totale    | Totale                                   | 1 477 |                    |                     |

## Dettagli delle tappe

### 1ª tappa
- 7 agosto: Zurigo > Winterthur – 221 km

Risultati
| Pos. | Corridore        | Squadra | Tempo    |
| ---- | ---------------- | ------- | -------- |
| 1    | Bruno Monti      | Italia  | 5h36'57" |
| 2    | Pasquale Fornara | Italia  | a 31"    |
| 3    | Giancarlo Astrua | Italia  | s.t.     |

### 2ª tappa
- 9 agosto: Winterthur > Davos – 245 km

Risultati
| Pos. | Corridore        | Squadra | Tempo    |
| ---- | ---------------- | ------- | -------- |
| 1    | Fausto Coppi     | Italia  | 6h49'45" |
| 2    | Bruno Monti      | Italia  | s.t.     |
| 3    | Giancarlo Astrua | Italia  | s.t.     |

### 3ª tappa
- 10 agosto: Davos > Lecco (ITA) – 184 km

Risultati
| Pos. | Corridore        | Squadra | Tempo    |
| ---- | ---------------- | ------- | -------- |
| 1    | Donato Zampini   | Italia  | 5h18'02" |
| 2    | Fausto Coppi     | Italia  | a 1'06"  |
| 3    | Pasquale Fornara | Italia  | s.t.     |

### 4ª tappa
- 11 agosto: Lecco (ITA) > Lugano – Cronometro individuale – 98 km

Risultati
| Pos. | Corridore        | Squadra | Tempo    |
| ---- | ---------------- | ------- | -------- |
| 1    | Fausto Coppi     | Italia  | 2h23'32" |
| 2    | Pasquale Fornara | Italia  | a 5'05"  |
| 3    | Agostino Coletto | Italia  | a 7'59"  |

### 5ª tappa
- 12 agosto: Lugano > Berna – 272 km

Risultati
| Pos. | Corridore        | Squadra  | Tempo    |
| ---- | ---------------- | -------- | -------- |
| 1    | Hans Hollenstein | Svizzera | 8h17'27" |
| 2    | Bruno Monti      | Italia   | a 6'30"  |
| 3    | Michele Gismondi | Italia   | s.t.     |

### 6ª tappa
- 13 agosto: Berna > Friburgo – 228 km

Risultati
| Pos. | Corridore       | Squadra     | Tempo    |
| ---- | --------------- | ----------- | -------- |
| 1    | Primo Volpi     | Italia      | 6h11'42" |
| 2    | Jan Adriaensens | Belgio      | a 1'00"  |
| 3    | Jan Lambrichs   | Paesi Bassi | s.t.     |

### 7ª tappa
- 14 agosto: Friburgo > Zurigo – 229 km

Risultati
| Pos. | Corridore    | Squadra  | Tempo    |
| ---- | ------------ | -------- | -------- |
| 1    | Eugen Kamber | Svizzera | 6h24'37" |
| 2    | Ward Peeters | Belgio   | a 30"    |
| 3    | Fausto Coppi | Italia   | s.t.     |

## Classifiche finali

### Classifica generale
| Pos. | Corridore          | Squadra  | Tempo     |
| ---- | ------------------ | -------- | --------- |
| 1    | Pasquale Fornara   | Italia   | 41h28'37" |
| 2    | Agostino Coletto   | Italia   | a 2'54"   |
| 3    | Giancarlo Astrua   | Italia   | a 3'36"   |
| 4    | Bruno Monti        | Italia   | a 5'21"   |
| 5    | Fausto Coppi       | Italia   | a 5'32"   |
| 6    | Marcel Huber       | Svizzera | a 7'40"   |
| 7    | Primo Volpi        | Italia   | a 16'38"  |
| 8    | Gilbert Vermote    | Belgio   | a 17'52"  |
| 9    | Armin Russenberger | Svizzera | a 17'58"  |
| 10   | Walter Serena      | Italia   | a 18'15"  |

### Classifica scalatori
| Pos. | Corridore        | Squadra  | Punti |
| ---- | ---------------- | -------- | ----- |
| 1    | Fausto Coppi     | Italia   | 35    |
| 2    | Giancarlo Astrua | Italia   | 33    |
| 3    | Hans Hollenstein | Svizzera | 30    |
| 4    | Bruno Monti      | Italia   | 27    |
| 5    | Donato Zampini   | Italia   | 19,5  |